# Ernst Krause (Botaniker)

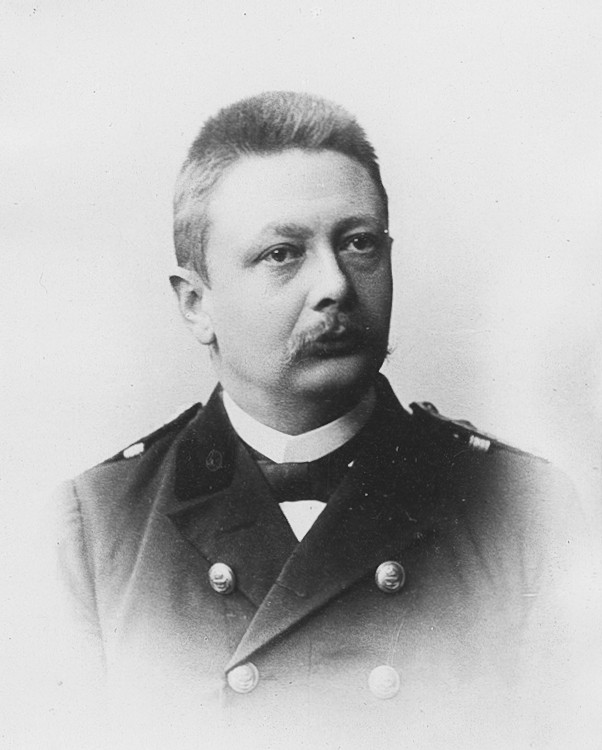
Ernst Krause als Marinestabsarzt

Ernst Krause (* 27. Juli 1859 in Stade; † 1. Juni 1942 in Strelitz), auch Ernst Hans Ludwig Krause, war ein deutscher Sanitätsoffizier und Botaniker. Ein Schwerpunkt seiner Arbeit waren die Moose Mecklenburgs. Das Autorenkürzel der Botaniker und Mykologen lautet „E.H.L. KRAUSE“.

## Leben
Krause kam in Stade zur Welt, wo sein Vater Karl Ernst Hermann Krause seit 1850 Gymnasiallehrer war. Im Jahr 1865 wurde er Direktor der Großen Stadtschule Rostock.
Am Gymnasium seines Vaters bestand Ernst Krause im März 1877 die Abiturprüfung. Ab April studierte er am Medicinisch-chirurgischen Friedrich-Wilhelm-Institut Medizin und Botanik an der Friedrich-Wilhelms-Universität zu Berlin. 1878 wurde er Mitglied des Pépinière-Corps Franconia. Die Friedrich-Wilhelms-Universität promovierte ihn im März 1881 zum Dr. med. 1882 approbiert, diente er zunächst als Marinestabsarzt bei der Kaiserlichen Marine, unter anderem in Kiel. 1893 wechselte er zur Preußischen Armee. Er kam als Regimentsarzt zum Infanterie-Regiment „Graf Werder“ (4. Rheinisches) Nr. 30 in Saarlouis. Im Jahr 1904 wurde er als Oberstabsarzt pensioniert.
Krause hatte ab 1876 Tagebücher geführt und sich schon in der Jugend mit der Botanik befasst. Er legte eine Sammlung von Großschmetterlingen an. 1884 schrieb er ein Gedenkblatt für Hermann Müller. 1904 habilitierte er sich an der Kaiser-Wilhelms-Universität Straßburg. Als Privatdozent lehrte er Botanische Systematik und Pflanzengeographie. Von August 1914 bis September 1918 nahm er am Ersten Weltkrieg teil, zuletzt als Generaloberarzt und Direktor des Reservelazaretts in der Festung Rastatt. Er erhielt das Eiserne Kreuz II. Klasse. Nach der Novemberrevolution gelang ihm im Januar 1919 als Privatdozent die Umhabilitation an die Universität Rostock. Im Jahr 1921 ernannte sie ihn zum außerplanmäßigen Extraordinarius. Im Alter von 74 Jahren verzichtete er auf die Venia legendi. Im Oktober 1933 wurde er als Professor entlastet. Noch etwa sieben Jahre wirkte er als praktischer Arzt in Rostock. Als die Royal Air Force die Stadt im April 1942 bombardierte, wurde er verwundet. Er starb mit 83 Jahren in der Landesirrenanstalt Domjüch.

## Familie
Der Archivar und Heimatforscher Ludwig Krause war ein Bruder. Der Rechtshistoriker Hermann Krause war ein Neffe.

## Werke
Ein Schwerpunkt von Krauses Forschungen war die Bryologie. Auf seiner Sammlung beruht großenteils das Herbarium Rostock.

### Allgemeines
- Peter Prahl (Hrsg.): Kritische Flora der Provinz Schleswig-Holstein, des angrenzenden Gebiets der Hansestädte Hamburg und Lübeck und des Fürstenthums Lübeck. Unter Mitwirkung von R. von Fischer-Benzon und E.H.L. Krause. 1898–1900.[10]
- Kann Skandinavien das Stammland der Blonden und Indogermanen sein? 1901.
- Phanerogamen. 1903.
- Ueber die Flora der Burgruinen. 1896.
- Nova synopsis ruborum Germaniae et Virginiae. 1899.[11]
- Riedgräser, Cyperaceae. 1900.
- Schwarzer Hafer und Flughafer. 1911.
- mit Karl Gottlieb Lutz: J. Sturms Flora von Deutschland: Haufenblütige. Aggregatae. 1913.
- J. Sturms Flora von Deutschland: Abt. 1, Phanerogamen. Nadelhölzer, Lilien, Kolbenschilfe, Kolbenblumen, Coniferae, Liliiflorae, Pandanales, Spathiflorae. 1906.
- Exkursionsflora. Stuttgart 1908. GoogleBooks.
- Zweierlei Ruchgras? 1911.
- Pflanzenwanderungen längs der Ill, des Rheins und der Eisenbahn. 1911.
- Basidiomycetes Rostochienses. 1930.

### Mecklenburg
- mit Carl Fisch: Flora von Rostock und Umgegend. 1879.
- Nachtrag zu Simonis Flora von Güstrow. In: Archiv der Freunde der Naturgeschichte in Mecklenburg. 87 (1883), S. 166–169.
- Mecklenburgische Flora. 1893.
- Rostocker Moosflora. Verzeichnis der bis 1920 aus der Nordostecke Mecklenburgs bis Bugspitze, Warnow, Güstrow, Sülze bekannt gewordenen Moossorten. Archiv der Freunde der Naturgeschichte in Mecklenburg (1921), S. 1–16.
- Zweiter Nachtrag zur Rostocker Moosflora. In: Archiv der Freunde der Naturgeschichte in Mecklenburg. (1922), S. 21–22.
- Sonstige neue Nachträge zur Flora von Rostock. In: Archiv der Freunde der Naturgeschichte in Mecklenburg. (1927), N.F. 2, S. 184–185.
- Letzter Nachtrag zur Flora von Rostock. In: Archiv der Freunde der Naturgeschichte in Mecklenburg. (1928), N.F. 3, S. 105–106.
- Mecklenburgs Basidiomyceten, das sind die Poggenstühle und verwandten Schwämme. 1934.

### Elsaß
- Ueber die Baumgrenze in den Vogesen.
- Plan einer neuen Flora von Elsaß-Lothringen.
- Naturgeschichtliche Notizen aus den Jahrbüchern der Baseler und Colmarer Predigermönche von 1267–1305. 1896.
- Die Elsässischen Brombeerarten. 1897.
- Die feldartigen Halbkulturformationen im Elsaß. 1909.
- Spelz- und Alemannengrenze. 1910.
- Die Eiben von Nideck. 1910.
- Die Weizenarten Elsaß-Lothringens und der umliegenden Länder. 1911.
- Die Gräser Elsaß-Lothringens: Bruchstück einer Landesflora. 1913.
- Beiträge zur Gramineen-Systematik: III. systematische Übersicht der in Elsaß-Lothringen beobachteten Setarien. 1913.
- Die nelken- und meldenartigen Gewächse Elsaß-Lothringens. 1915.
- Die Korb- und Röhrenblütler (Syngenesistae und Tubatae) Elsaß-Lothringens. 1917.
- Deutsche Landwirtschafts-Gesellschaft. Ausflüge gelegentlich der Wanderausstellung Strassburg in das Metzer Weinbaugebiet.